# Сипович, Франц Иосифович
Франц Иосифович Сипович (26 декабря 1905 года, село Буцевичи, Минский уезд, Минская губерния — дата смерти неизвестна) — директор совхоза «Шальчининкай» Шальчининкского района, Литовская ССР. Герой Социалистического Труда (1958).

## Биография
Родился в 1905 году в крестьянской семье в селе Буцевичи Минского уезда. С 1921 года — сельскохозяйственный рабочий совхоза «Вишнёвка» Минского уезда. В последующие годы — на хозяйственной и административной работе в Минском округе и Свердловской области (1926—1939). В 1927 году вступил в ВКП(б). В 1940 году назначен директором совхоза «Шальчининкай» Шальчининкского района.
Участвовал в Великой Отечественной войне в составе 156-го стрелкового полка 16-й стрелковой дивизии. Войну окончил в звании старшего лейтенанта.
После войны продолжил руководить совхозом «Шальчининкай» Шальчининкского района. Вывел совхоз в число передовых сельскохозяйственных предприятий Литовской ССР. 5 апреля 1958 года Указом Президиума Верховного Совета СССР удостоен звания Героя Социалистического Труда «за выдающиеся успехи, достигнутые в деле развития сельского хозяйства по производству зерна, картофеля, сахарной свеклы, мяса, молока и других продуктов сельского хозяйства, и внедрение в производство достижений науки и передового опыта» с вручением ордена Ленина и золотой медали Серп и Молот.
Руководил колхозом до 1962 года.
Проживал в городе Жодино. Скончался до 1985 года.	
Награды и звания
- Герой Социалистического Труда
- Орден Ленина
- Орден Красной Звезды (08.04.1947)
- Орден Трудового Красного Знамени (20.07.1950)
- Медаль «За победу над Германией в Великой Отечественной войне 1941—1945 гг.»